# Право Древней Греции
Древнегреческое право по своему влиянию на дальнейшее юридическое развитие Европы ни в каком отношении не может идти в сравнение с правом другого главного представителя древнего мира, Рима. Не разработанное теоретически греческими юристами, не получившее вследствие раздробленности Греции значения единого греческого права, оно не вылилось в стройную систему норм, годную для рецепции в других странах. Этим объясняется и несравненно меньшая доля внимания, которая выпала на его долю со стороны западных юристов. Законодательство играло чрезвычайно малую роль в создании греческого права. Спарта совсем не имела писанных законов, а Афины хотя и имели их, но, составленные в весьма отдаленное время, они в подлиннике до нас не дошли. Развитое греческое право времени ораторов никогда не было кодифицировано в сколько-нибудь полном виде. Греция не оставила нам и записей права в трудах своих юристов, которых (в нашем или римском смысле) она совсем не знала.
Поэтому наши сведения о древнегреческом праве черпаются только из:
1. отрывочных известий о нём у различных греческих писателей — известий далеко не равной цены и достоверности,
2. дошедших до нас надписей.

Среди первых наиболее важны сочинения ораторов и между ними в особенности юридические речи Демосфена, сообщающие ряд фактов о современном ему состоянии древнегреческого права и его история, Исея, дающего ценные сведения преимущественно о наследственном праве, Лисия, Исократа и Эсхина. Платон, Аристотель, Феофраст дают в своих сочинениях целую массу сведений о положительном праве Греции, которое, несомненно, коренным образом повлияло и на их философские представления о законах. За философами и моралистами следуют поэты (Гомер, Гесиод,  Еврипид, Аристофан), историки (Геродот, Фукидид, Ксенофонт, Полибий) и лексикографы, у которых, однако, в общем все-таки меньше сведений о праве, чем можно было бы ожидать. Главный недостаток этих сведений тот, что все они, за немногими исключениями, — не точная передача норм права, а их субъективный пересказ. Что касается надписей, то содержащийся в них материал богаче и лишён указанного сейчас недостатка. Их собрание оживило изучение греческого права, а новые открытия, подобные, например, Гортинским законам (см. т. IX, 340), вскрывают перед нами неведомые страницы греческой юридической жизни. Большинство надписей, однако, — частные записи различных юридических сделок, далеко не обнимающие всей системы греческого права.

## Правовые нормы и источники права
Общие морально-религиозные принципы  были сформулированы греками в виде Заповедей Хирона (чтить богов, родителей, уважать гостя). Божественная справедливость в философский период переосмыслялась как порядок, гармония вещей. Формируются гуманистические принципы и противопоставляются хаосу.
Неписаные правовые обычаи были источником права во всех полисах Древней Греции (яркий пример неписаные законы Ликурга в Спарте). Источником права для правовых обычаев выводилась религия (согласно легенде, Большая Ретра была дана Ликургу оракулом Аполлона).
Несмотря на равнодушное отношение к систематизации правовых норм, запись законов (кодификация) велась в политических целях: остановить смуту в полисе можно письменной фиксацией законов, удачный свод законов соседнего полиса можно сделать своей политической программой, слабым полисам нужно навязать свой закон. Яркий пример: драконовские законы в Афинах были составлены как инструмент выхода из смуты. Кодификация законодательств Залевка (в Южной Италии) и Харона (Сицилия) связывается с победой демоса.
Наиболее полно обычаи письменно были закреплены в правовых нормах Афинской демократии.
В результате реформ Солона в Афинах формулируются правовые принципы: 
1. принцип приоритета закона (перед приоритетом авторитета толкователя);
2. право на публичный иск;
3. право апелляции решений исполнительной власти (архонтов), судов фил и родовых судов, в народном суде (гелиэя).

В дошедших до нас речах ораторов используется прием прокламирования принципов права: 
1. исономии (равенства перед законом),
2. исегории (равного права на выступление),
3. исангелии (права на защиту демократии)

В Афинах же было и осознано, что закон обязан быть закреплен в письменной форме.
Правовые нормы в Афинах выражались в двух основных формах:
1. Номос - решения народного собрания, которое стало государственным законом.
2. Псефизм - решения суда, которые касаются каких-либо отдельных лиц.

Противоречие между Номосом и Псефизмом становятся важной философско-политической проблемой: что важнее суверенитет народного собрания или верховенство закона?  Развитие права в Афинах привело к пониманию, что данное противоречие можно снять составлением "именных законов" (специальных законодательных норм для выделенной псефизмом группы лиц).
В дошедших до нас речах ораторы указывают так же на такие формы и источники права как:
1. политические соглашения между партиями внутри полиса и союзнические соглашения между полисами;
2. международные торговые соглашения;
3. клятвы (особенно клятвы вступления в должность).

Ораторы в судебных речах так же апеллируют к известным прецедентам.

## Особенности права
Практический смысл греков, оживленные торговые сношения, развитая промышленность содействовали образованию в Греции юридических норм, отличных от римского типа и во многих отношениях более прогрессивных. Среди наиболее ярких отличий древнегреческого права от древнеримского:
- более мягкие формы отцовской власти, принявшие скорее характер защиты и покровительства подвластным, чем действительной власти;
- признание сыновей полноправными вместе с совершеннолетием;
- независимое в значительной степени имущественное положение жены;
- значительно большая близость общинных форм владения землею (констатируемых с достаточной убедительностью в поэмах Гомера) к историческому периоду греческой истории;
- несомненное и сильное воздействие общественного начала на организацию частной собственности, по отношению к недвижимости доходившее иногда до запрещения продажи наследственных участков земли, разделенных между семьями коренных граждан;
- гораздо более свободные, чем в Риме, формы обязательственных отношений, выражавшихся по преимуществу в свободном (неформальном) договоре;
- отсутствие или, по крайней мере, значительное ограничение завещательного права и, наконец, целый ряд специфических юридических образований, неизвестных Риму, лишь позднее некоторые из них реципировавшему (например, ипотечная система), — таковы основные материальные отличия греческого права от римского, обыкновенно подчеркиваемые исследователями.

Наряду с ними существует и ряд формальных отличий (аналогичных, как и многие из вышеуказанных, германскому праву):
- отсутствие строгого юридического различия между собственностью и владением;
- свободная передача как титул приобретения собственности и рядом с нею ряд публичных гарантий вещных прав, достигаемых записью сделок на мраморных столбах.

Эти особенности необходимо рассматривать без преувеличения, поскольку помимо различий существуют и исторические параллели между греческим и римским правом. Среди них можно выделить постоянную опеку над женщинами и значительное развитие индивидуализма в области имущественных отношений между частными лицами. Поэтому научный интерес к изучению древнегреческого права заключается не столько в подчёркивании его национальных особенностей, сколько в указании на возможность существования иных комбинаций элементов правообразования в древнем мире. Также стоит отметить, что римское право даже в античности нельзя считать типичным представителем системы гражданского права.